# 金山毒霸
金山毒霸是猎豹移动研发的反病毒软件。融合启发式搜索、代码分析、虚拟机查毒等反病毒技术。功能主要有杀毒、垃圾清理、电脑加速、百宝箱。从2010年11月10日下午15点30分起，金山毒霸（个人中文版）杀毒功能和升级服务永久免费。金山加入病毒信息联盟。目前最新版本为金山毒霸15，2023年推出青春版。

## 历史
1997年7月，金山设在珠海的研发室成立了以卢新冬为组长的“反病毒研发小组”，事实上该小组仅他一人。1999年4月，金山公司将毒霸对外免费发布测试版。
2000年，开发者将Dr.Web杀毒引擎整合进毒霸，并于11月18日发布了正式版“金山毒霸.NET”。
2001年8月8日，金山毒霸2001发布，该版本增加了邮件监控和Office嵌入式杀毒。
2002年9月11日，金山毒霸2003发布，优化了硬盘扫描速度，增加了IE防火墙功能等。但由于开发小组赶进度，2003版遗留了很多BUG，后来开发小组于2003年底全部重写了毒霸的代码。同年，毒霸所使用的杀毒引擎与Dr.web分离，命名为“蓝芯引擎”。
2003年12月20日，金山毒霸6发布。
2004年8月4日，金山毒霸6增强版发布。
2005年4月，金山毒霸2005发布，增加主动升级、主动漏洞修复等功能。9月14日，金山毒霸日本版在日本发布。
2007年5月，金山毒霸在越南发布。6月，毒霸繁體版在香港发布。8月，金山毒霸通过了VB100认证，随后，通过了西海岸实验室的Checkmark二级认证。
2007年12月4日，金山毒霸2008发布。
2008年11月18日，金山毒霸2009发布，全面引入云安全概念。
2009年4月20日，金山毒霸极速alpha预览版发布。
2009年8月4日，金山毒霸极速版发布。
2009年11月30日，北京金山安全软件有限公司成立。
2010年1月15日，金山互联网安全组合装2010 beta论坛内测。
2010年4月15日，金山毒霸2011专业版正式发布。
2010年11月10日，金山网络成立,并宣布金山毒霸永久免费。
2011年1月，金山毒霸在杀毒评测机构AV-Comparatives的2010年度的检测中因“表现最差”，将被取消2011年的评测资格。
2011年7月，金山毒霸2012 Beta正式公测。
2011年7月22日，可牛杀毒正式宣布停止更新，并合并至金山毒霸。
2011年8月18日，金山毒霸2012正式发布，代号为“猎豹”。
2012年8月29日，金山毒霸2013正式发布，代号为“悟空”，并加入小红伞杀毒引擎。

## 相关事件
2014年起，金山毒霸软件在安装、运行和卸载环节，擅自将用户在浏览器中设定的2345网址导航主页篡改为毒霸网址大全。为此，2345网址导航运营者上海二三四五网络科技有限公司起诉金山毒霸软件开发商北京猎豹网络科技有限公司、北京猎豹移动科技有限公司和北京金山安全软件有限公司，控告其不正当竞争，并向法院提出停止侵害、消除影响及赔偿1000万元（人民币，下同）损失的诉请。2017年8月10日，上海市浦东新区人民法院一审判决，北京猎豹网络科技有限公司等三被告立即停止实施不正当竞争行为，并在旗下三个网站上连续30日刊登声明、消除影响，共同赔偿原告上海二三四五网络科技有限公司经济损失300万余元。
2021年10月12日，金山毒霸推送了一则题为《阴险小人被当成英雄写进课本》的消息，配图误用了描绘中国人民志愿军烈士邱少云的图片（原文与邱少云无关），而当天恰好是邱少云阵亡69周年的日子，引发质疑。当天金山毒霸公开道歉，表示因第三方审核不严导致错误发生，已撤下相关文稿。10月15日，北京市网信办针对金山毒霸弹窗推送诋毁邱少云的内容问题，依法约谈金山毒霸开发者北京猎豹网络科技有限公司负责人，责令立即停止违法行为，暂停弹窗信息推送功能30日，进行全面深入整改。北京市网信办依据《中华人民共和国英雄烈士保护法》《中华人民共和国网络安全法》对金山毒霸违法行为进行行政立案处罚。